# آرکید رکوردز
آرکید رکوردز (به انگلیسی: Arcade Records) یک شرکت ضبط بریتانیایی بود که در آلبوم‌های تلفیقی چند هنرمند (اغلب در محدوده قیمت متوسط یا قیمت متوسط) تخصص داشت، در سال ۱۹۷۲ تأسیس شد. در دهه ۱۹۷۰ خود را در رقابت مستقیم با رکورد لیبل کی تل و سایر برچسب‌های تلفیقی یافت. برخی از آلبوم‌های آرکید به رتبه ۱ رسیده‌اند، اما هرگز در بریتانیا منتشر نشده‌اند. شرکت اصلی به هرمان هاینزبروک، کارآفرین هلندی فروخته شد، که آن را به یک شرکت چند رسانه ای در سراسر جهان گسترش داد.

## تاریخچه
آرکید رکوردز در سال ۱۹۷۲ توسط لارنس مایرز، یک متخصص صنعت موسیقی بریتانیایی که در مدیریت و تولید موسیقی برای هنرمندان مختلف بریتانیایی مانند انیمالز، دیوید بویی و رولینگ استونز کار می‌کرد تأسیس شد. در اوایل دهه ۱۹۷۰، او متوجه شد که بسیاری از مصرف‌کنندگان موسیقی آهنگ‌های مورد علاقه‌شان را به‌منظور ایجاد ترکیبی از آهنگ‌های برتر کنونی یا بهترین آهنگ‌های یک هنرمند، ضبط می‌کنند. مایرز این روند را با انتشار آلبوم‌های تلفیقی چند هنرمند و تک هنرمند کپی کرد.
آرکید در حال حاضر به عنوان یک پلت فرم دیجیتالی عمل می‌کند که لیست‌های پخش اسپاتیفای را بر اساس کاتالوگ‌های آرکید جمع‌آوری می‌کند.